# 伊豆東部火山群
34°53′59″N 139°05′52″E / 34.89972°N 139.09778°E

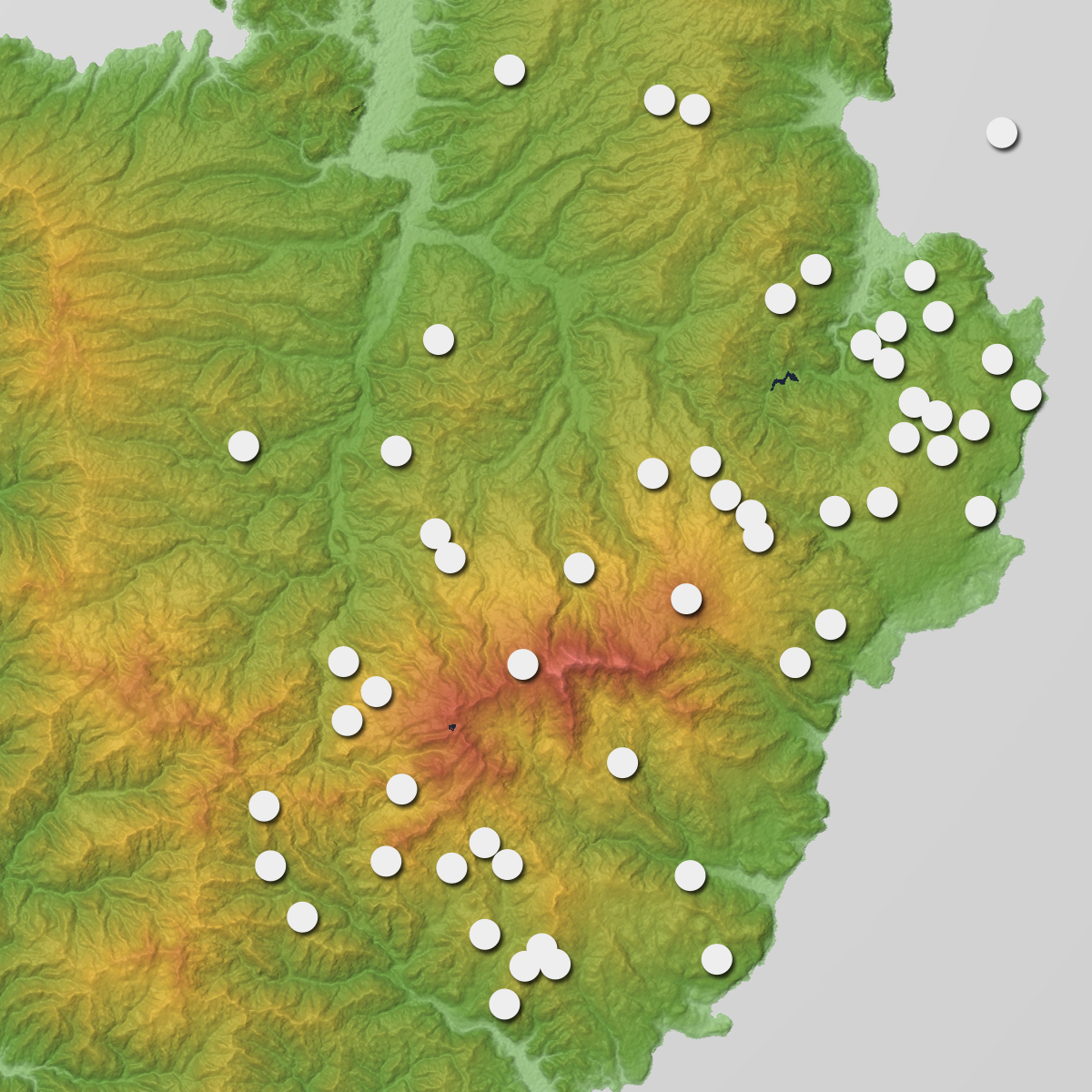
伊豆東部火山群的分布

伊豆東部火山群是位於日本伊豆半島東部的一個大型玄武岩火山群。总面积为400平方公里。該火山群曾於1989年在伊東市和初岛之间的海底有過喷发活動。

## 外部連結
- https://www.data.jma.go.jp/svd/vois/data/tokyo/316_Izu-TobuVG/316_index.html （页面存档备份，存于） - 気象庁